# Venta-Plateau
Das Venta-Plateau ist eine von 1800 m auf 2000 m ansteigende Hochebene im Australischen Antarktis-Territorium. In der Britannia Range des Transantarktischen Gebirges liegt sie 6 km östlich des Haven Mountain zwischen den Kopfenden des Isca Valley und des Lemanis Valley.
Eine geologische Mannschaft der University of Waikato, die in diesem Gebiet zwischen 1978 und 1979 tätig war, benannte sie in Anlehnung an die Benennung der Britannia Range. Namensgeber ist die Bezeichnung für die südenglische Stadt Winchester in römischer Zeit.